# Rijksweg 38
Rijksweg 38 (A38) is een Nederlandse autosnelweg, aangelegd in 1980. De A38 loopt van Ridderkerk naar knooppunt Ridderkerk (A16/A15).
Met een lengte van 1548 meter is de A38 de op twee na kortste autosnelweg van Nederland. Rijksweg 783 is slechts een paar tientallen meters korter, de A205 is de kortste met precies 1 kilometer. Er bestaan geen wegwijzers waar de aanduiding A38 op vermeld staat. Het nummer A38 wordt wel op de hectometerpaaltjes vermeld.
Rijksweg 38 heeft geen toe- en afritten en is alleen vanaf knooppunt Ridderkerk of vanaf de Rotterdamseweg te bereiken. De weg begint bij het kruispunt met de Rotterdamseweg en eindigt bij een splitsing naar A15 en A16 voor knooppunt Ridderkerk. Deze autosnelwegen staan aangegeven op de bewegwijzering aan het begin van de A38. Op de weg geldt een maximumsnelheid van 100 kilometer per uur.